# Топољњица
Топољњица (слч. Topoľnica) насељено је мјесто са административним статусом сеоске општине (слч. obec) у округу Галанта, у Трнавском крају, Словачка Република.

## Становништво
| Година:    | 1994. | 2004.   | 2014.   | 2024.    |
| ---------- | ----- | ------- | ------- | -------- |
| Број људи: | 792   | 832     | 816     | 992      |
| Разлика:   |       | +5,05 % | -1,92 % | +21,56 % |

| Година:    | 2023. | 2024.   |
| ---------- | ----- | ------- |
| Број људи: | 915   | 992     |
| Разлика:   |       | +8,41 % |

Према подацима о броју становника из 2011. године насеље је имало 815 становника.